# Бельский, Тихон Владимирович
Ти́хон Влади́мирович Бе́льский (13 августа 1913 — 14 декабря 2000) — советский военачальник, генерал-майор (1954).

## Биография
Родился 13 августа 1913 года в селе Дрязги Тамбовской  губернии (ныне село Октябрьское Усманский район, Липецкая область) в крестьянской семье. Русский. После окончания школы работал в сельском хозяйстве.
В 1933 году призван в РККА. В 1935 году окончил Одесское пехотное училище и был оставлен при нём на командных должностях.
В 1941 году окончил Военную академию имени М. В. Фрунзе в Москве.
Участник Великой Отечественной войны с августа 1941 года. В 1941—1942 годах — начальник оперативного отдела дивизии.
С августа 1942 по 29 октября 1944 года — начальник штаба 13-й гвардейской стрелковой дивизии.
С ноября 1944 года — начальник штаба 33-го гвардейского стрелкового корпуса.
В 1948 году окончил Военную академию имени Ворошилова. После её окончания оставлен на преподавательской работе.
В 1952—1955 годах — начальник штаба 30-го гвардейского стрелкового корпуса в Ленинградском ВО.
С 9 марта 1955 по 10 октября 1956 года — командир 36-й гвардейской механизированной дивизии того же округа.
С 1956 года и до увольнения в запас — начальник учебного отдела Военной академии имени М. В. Фрунзе, доцент.
Умер 14 декабря 2000 года. Похоронен на Троекуровском кладбище в Москве.

## Награды
- Три ордена Красного Знамени
- Орден Суворова 2-й степени
- Орден Кутузова 2-й степени
- Два ордена Отечественной войны 1-й степени
- Орден «Знак Почета»
- Два ордена Красной Звезды
- Орден «За службу Родине в Вооруженных силах СССР» 3-й степени
- Медали
- Два иностранных ордена и медали.
- Почетный гражданин города Первомайск Николаевской области[1].

## Память
В селе Октябрьское Усманского района Липецкой области одну из улиц названа «Улица генерала Бельского».